# مدرسة ثانوية كيخسروي
مدرسة ثانوية کيخسروي هي مدرسة تاريخية تعود إلى القاجاريون ودولة بهلوية، وتقع في يزد.